# 14075 Kenwill
14075 Kenwill este un asteroid din centura principală de asteroizi.

## Descriere
14075 Kenwill este un asteroid din centura principală de asteroizi. A fost descoperit pe 18 iulie 1996 la Observatorul Rand de George R. Viscome. Asteroidul prezintă o orbită caracterizată de o semiaxă mare de 3,11 ua, o excentricitate de 0,17 și o înclinație de 2,2° în raport cu ecliptica.